# Cyclura collei
Cyclura collei – gatunek jaszczurki z rodziny legwanowatych (Iguanidae). Endemit Jamajki, krytycznie zagrożony wyginięciem.

## Taksonomia
Nazwa rodzajowa Cyclura pochodzi od starogreckich słów: cyclos (κύκλος) znaczącego „okrągły” i ourá (οὐρά) oznaczającego „ogon”. Nazwa ta odnosi się do zwojowato ułożonych, dużych, przypominających kolce łusek na ogonie przedstawicieli rodzaju, nie występujących choćby u ich bliskich krewniaków z rodzaju Iguana. Epitet gatunkowy collei pochodzi natomiast z łaciny i odnosi się do górzystego terenu zamieszkiwanego przez gatunek.

## Morfologia
Jest to legwan średnich rozmiarów. Występuje dymorfizm płciowy, samce osiągają średnio 428 mm długości, podczas gdy samice tylko 378 mm.
Jaszczurka ubarwiona jest na zielono i w mniejszym stopniu łupkowatoniebiesko. Na ramionach biegną ukośne ciemnooliwkowe pasy.

## Występowanie
Gad ten zamieszkuje Jamajkę. W przeszłości zasiedlał rejony o suchym klimacie położone na południu wyspy, obecnie jego zasięg występowania obejmuje już tylko wyboiste wapienne Hellshire Hills (o powierzchni szacowanej przez IUCN na 113 km²) oraz sąsiednie wyspy Goat Islands.
Siedlisko tego legwana to skaliste, bogate w wapienie tereny o czerwonawej zawierającej żelazo glebie, porosłe suchym lasem tropikalnym. Choć można znaleźć tam zagłębienia i szczeliny skalne, miejsca odpowiednie do budowy gniazd są w niedostatku. Cyclura collei przetrwała w najodleglejszych częściach wzgórz, gdzie las ostał się w lepszym stanie.

## Pożywienie
W skład diety zwierzęcia wchodzi wiele różnych gatunków roślin, przy czym jaszczurka pożywia się liśćmi, owocami i kwiatami. Rzadziej wzbogaca swą dietę mięsem, jak choćby ślimakami.

## Zachowanie i rozmnażanie
Jak większość gadów, C. collei jest jajorodna. Samica składa średnio 17 jaj (od 16 do 20) w wykopanym na długo wcześniej gnieździe lub podziemnym tunelu (potrzebuje do tego znaleźć miejsce o wystarczająco miękkiej glebie). Sukces rozrodczy zależy w znacznej mierze od rozmiaru matki – nieraz nie wykluwa się ani jedno młode, kiedy indziej z każdego jaja powstaje kolejny legwan.

## Status
W przeszłości legwany te występowały na Jamajce pospolicie. Jednak ich liczebność w XIX wieku uległa znacznemu obniżeniu. Fakt ten wiązany jest ze wzrostem zamieszkującej Jamajkę liczby ludności, wprowadzeniem na wyspę Herpestes javanicus, a także zmianami zagospodarowania przestrzennego. W latach czterdziestych XX wieku sądzono, że wyginął, jednakże w 1970 ponownie stwierdzono jego obecność. Następnie zaś w 1990 wykryto niewielką populację składającą się z około setki osobników, zamieszkującą środkowe i zachodnie Hellshire Hills (pozostałe tereny wzgórz nie były zamieszkane przez te zwierzęta prawdopodobnie z uwagi na osadnictwo, wydobycie węgla drzewnego i polowania psów). Odnaleziono też wtedy 2 gniazda. Duży udział w ratowaniu gatunku miała Jamaican Iguana Recovery Group kierowana przez profesora biologii na University of the West Indies, doktora Byrona Wilsona. Dziś gatunek ostał się już tylko na niesprzyjających rozwoju rolnictwa Hellshire Hills, przy czym żyje tam nie więcej niż setka zwierząt. Sytuacji nie polepsza fakt niskiej rozrodczości. Obecnie C. collei bywa określana mianem najrzadszej jaszczurki Ziemi, a co najmniej najrzadszą jaszczurką zachodniej półkuli.